# Sân bay Eséka
Sân bay Eséka (ICAO: FKKE) là một sân bay ở Eséka, Cameroon.